# Alfons Jonckx
Alfons Jonckx (1872-1953) est un journaliste et un avocat belge originaire de Gand.

## Biographie
Il avait fait ses études à l'université de Gand.
Il était membre de Sodalitium, un réseau catholique antimoderniste. Il était secrétaire de rédaction du journal La Liberté et écrivit une série d'articles sous le titre « Le fransquillonisme est un mal. » Il était inscrit au barreau de Gand.
En janvier 1910, peu après l'accession au trône d'Albert Ier, il pose la question de sa légitimité. En effet, il avait constaté que l'acte par lequel Léopold II avait approuvé le mariage du prince Albert en 1900 ne porte aucun contreseing ministériel et il avança la thèse que, de ce fait, le prince Albert était déchu de ses droits au trône.
Il publia la Correspondance catholique, un périodique antimoderniste qui fut condamné par la conférence épiscopale le 10 janvier 1914.
Le 18 mai 1915, les autorités allemandes, qui soupçonnaient les réseaux catholiques intégristes d'activités antiallemande, fouillèrent son domicile et lui confisquèrent les documents qu'il possédait à propos du réseau Sodalitium.
Durant l'occupation, il fut aussi nommé professeur extraordinaire à l'Université de Gand. Il enseigna le droit et la procédure pénaux, les principes du droit fiscal et le droit civil.
En 1917, il devint membre du Conseil de Flandre instauré par l'occupant. Cette assemblée proclama la déchéance du roi Albert, en suivant ses arguments juridiques à propos de la prétendue illégalité de son accession au trône. À partir de janvier 1918, il devint délégué aux affaires étrangères au sein de la Commission des délégués.
À l'armistice, il fuit à l'étranger et fut condamné en 1920 par contumace à la perpétuité pour haute trahison. Il tenta de faire appel au Vatican pour qu'il introduise une requête en grâce. Il resta en exil jusqu'en 1936. En 1932, il publia l'ouvrage Belgica juris contemptrix, dans lequel il plaida pour l'amnistie des activistes.
Il collabora également avec l'occupant allemand pendant la Seconde Guerre mondiale et il fut à nouveau condamné en 1945.